# Войцех Грабовський
Войцех Грабовський (пол. Wojciech Grabowski; 15 квітня 1850, Краків — 2 червня 1885, Львів) — польський художник. Молодший брат художника Анджея Грабовського. Для творчості були характерними сповнені таємничого настрою композиції на легендарну або фантастичну тематику, які дають підстави вважати його найпослідовнішим представником львівського романтизму після Артура Ґроттґера. Співпрацював з ілюстрованим часописом «Клоси» (пол. «Kłosy»).

## Життєвий шлях

### Родина
- Батько — Францішек Грабовський.
- Матір — Саломея Копт (можливо Копф).

### Навчання
У 1866–1871 рр. навчався у Школі образотворчого мистецтва у Кракові під керівництвом Фелікса Шиналевського та Владислава Лучкевича. В 1871–1872 роках навчався в академії в Мюнхені під керівництвом Германа Аншюца. В 1872 році переїжджає до Відня, де почав працювати самостійно ілюстратором періодики. У 1873 році оселився у Львові і, закоханий у народні мотиви, багато подорожував Галичиною. У Відні в 1882 році відбулося знайомство з Анною Білінською, з тих пір між ними палало палке почуття і вона неодноразово приїздила до нього у Львів, а дізнавшись в 1885 році про тяжкий перебіг хвороби її коханого, вирушає до Львова і перебуває з ним до останнього дня його життя (помирає від сухот 2 червня 1885 року). Його дочасна смерть стала на заваді їхньому одруженню.

### Вшанування пам'яті
Помер у Львові 2 червня 1885 року і похований у полі № 18 на Личаківському цвинтарі. Пізніше (2 вересня 1886) до його могили були поховані брат та дружина брата (2 березня 1916).

## Техніка
Войцех Грабовський, безсумнівно, був талановитим, але все життя боровся з фінансовими проблемами. Відсутність матеріальних ресурсів не дозволяла йому займатися станковим живописом. Отож передовсім знаходив себе в малюнках, які розповсюджувалися пресою. Будучи уважним спостерігачем, в своїх малюнках зображав характерні замальовки з життя провінції, не минаючи колоритні звичаї єврейської громади. Натхненні мотиви знаходив під час численних подорожей по селах і містах в Галичині. Малював типові постаті і портрети та сільські сцени, ярмарки, похорони, весілля, з виразною схильністю до гумористичних ситуацій і тенденцією до карикатури.
В основному, малюнки В. Грабовського виконані вугіллям, кольоровими олівцями та аквареллю. Найкращі з них «4 пори року» (Париж), «Польща» (раперсвільська колекція), «Життя художника» та «Чаклунка».

## Роботи
- «4 пори року» (1883)
- «Агасфер» (1885), Львівська національна галерея мистецтв імені Бориса Возницького
- «Біля суду» (1878)
- «Бурмістр з малого міста в Галичині»
- «Вежа костелу в Теребовлі»
- «Весілля на Поділлі»
- «Вигляд з півночі костелу св. Войцеха у Кракові»
- «Дзвіниця вірменського собору», акварель, Львівський історичний музей
- «Дівчина з довгими косами»
- «До школи»
- «Єврейське весілля в малому галицькому місті» (1877)
- «Єврейський похорон у малому галицькому місті» (1878)
- «Життя художника»
- «З побуту народу Галичини» (1877)
- «Краєвид Львова» (1884), олівець, Львівська національна галерея мистецтв імені Бориса Возницького
- «Красічин, павільйон князя Адама Сапєги»
- «Міщанка з Бучача»
- «На Рогачці» (1877)
- «Народні типи з околиць Варшави»
- «Ніч чаклунок» (бл. 1884), Львівська національна галерея мистецтв імені Бориса Возницького
- «Новоприбула галицька міщанка»
- «Опівдні»
- «Охоронець порядку в малому місті Галичини»
- «Павільйон графа Альфреда Потоцького»
- «Перед шлюбом» (1877)
- «Повінь» (1877)
- «Поганий знак» (1885)
- «Подільське село в неділю» (1884)
- «Польща»
- «Портрет Анджея Грабовського», олівець, Львівська національна галерея мистецтв імені Бориса Возницького
- «Похорон дитини» (1885)
- «Пожежа в селі»
- «Привид» (1885), Львівська національна галерея мистецтв імені Бориса Возницького
- «Проголошення святкового дня в галицькому місті»
- «Промислово-рільнича виставка у Львові»
- «Промислово-рільнича виставка у Станиславові»
- «Промислово-рільнича виставка у Станиславові2»
- «Руїни костелу францисканців» (1870), акварель, Львівський історичний музей
- «Сватання (ескіз з околиць Стрия)»
- «Селянин з околиць Львова»
- «Селянка з околиць Бучача»
- «Селянка з околиць Львова»
- «Середньовічний лицар» (1881)
- «Таємний радник»
- «Типи та постаті Львівської Виставки»
- «Українське весілля» (1877)
- «У кушніра(Ескіз з ярмарку в Галичині)»
- «У ніч на Івана Купала» (1874)
- «Художник в художньому салоні»
- «Цвинтарний дзвонар» (1875)
- «Чаклунка»
- «Чаклунки на Лисій горі» (1876)
- «Шабаш» (1884)
- «Швець на ярмарку в Галичині»
- «Візит імператора Франца Йосифа I до Борислава» (13 вересня 1880), акварель.
- «Молоді з Городенки» (1884)
- «Весілля на Поділлі» (1885)

## Галерея

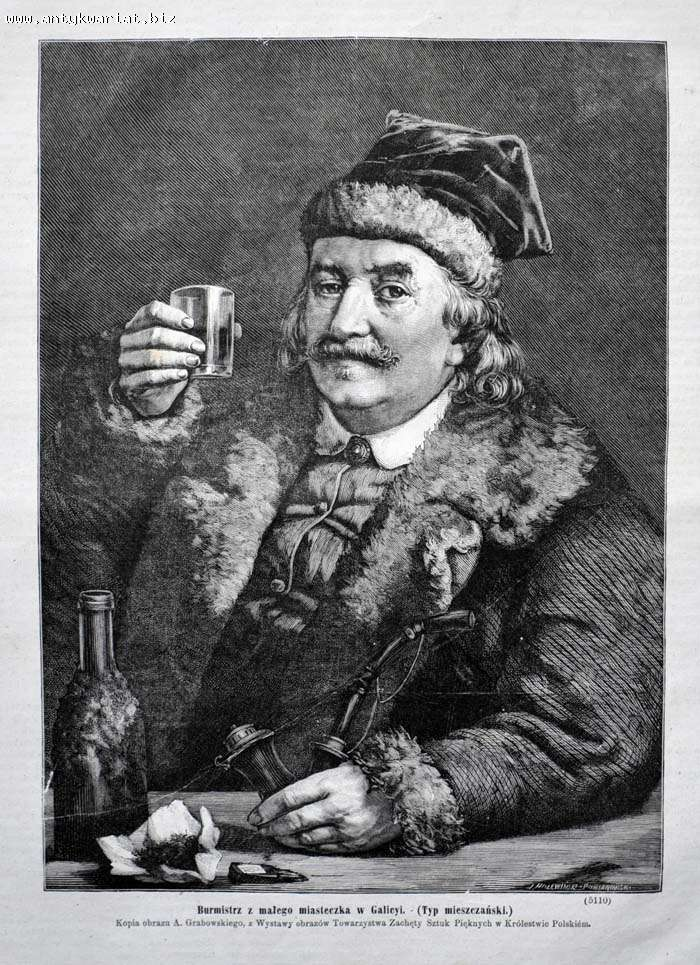
Бурмістр з малого міста в Галичині
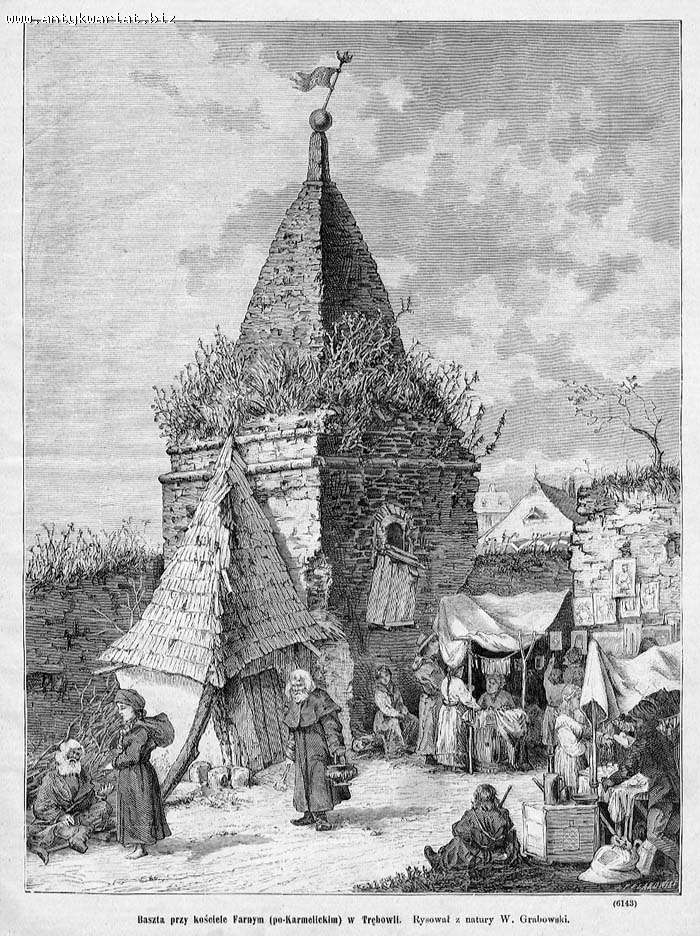
Вежа костелу в Теребовлі
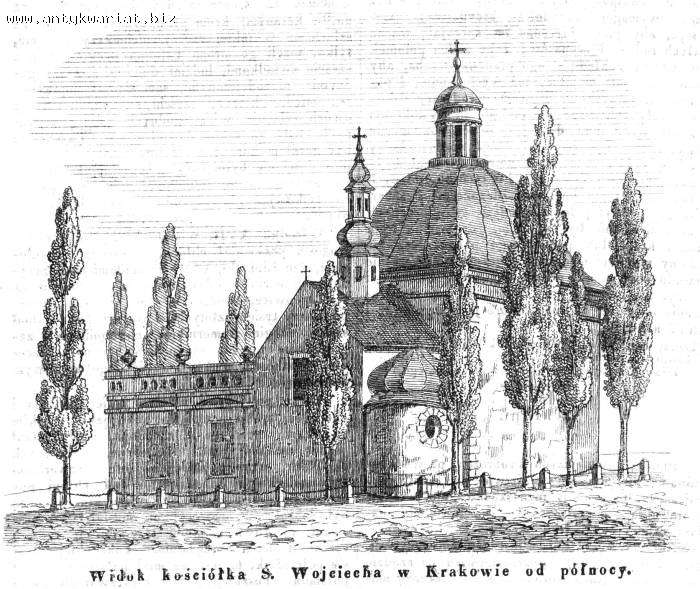
Вигляд з півночі костелу св. Войцеха у Кракові
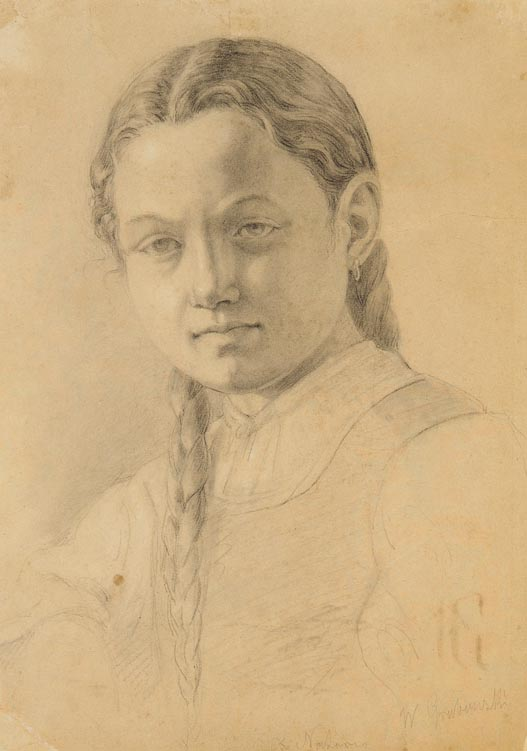
Дівчина з довгими косами
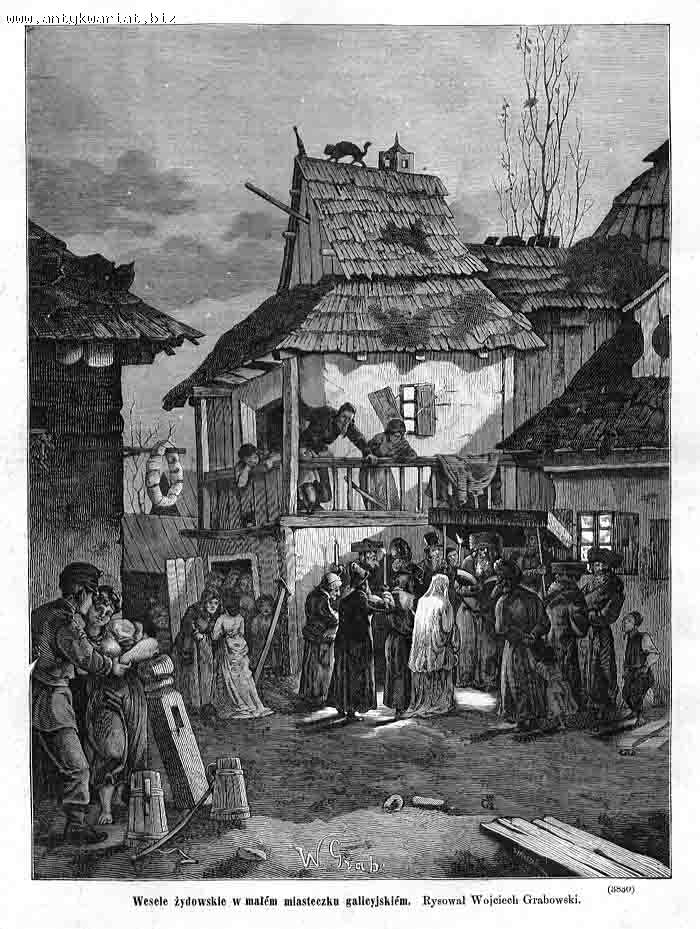
Єврейське весілля в малому галицькому місті
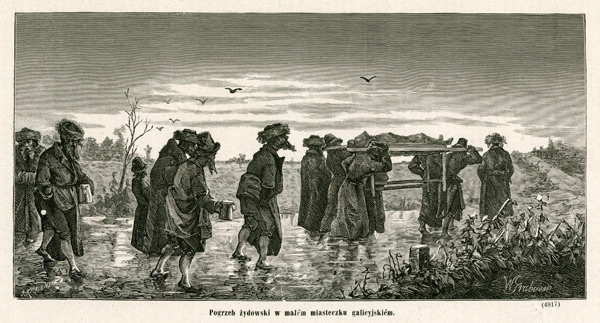
Єврейський похорон в малому галицькому місті
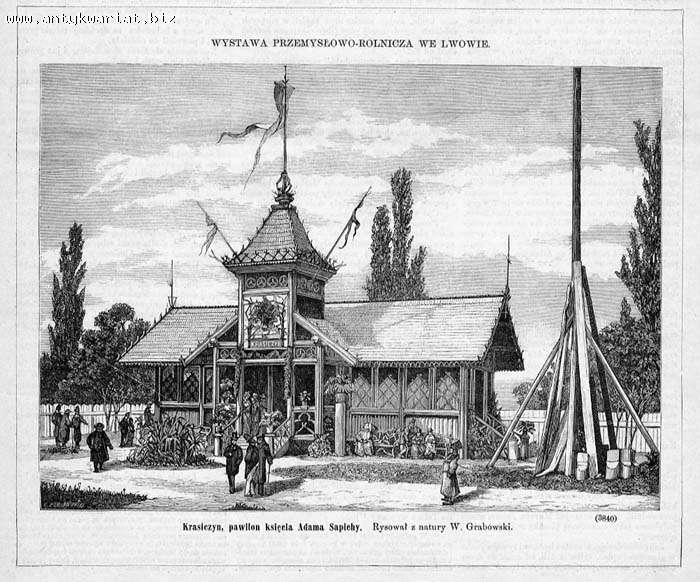
Красічин, павільйон князя Адама Сапєги
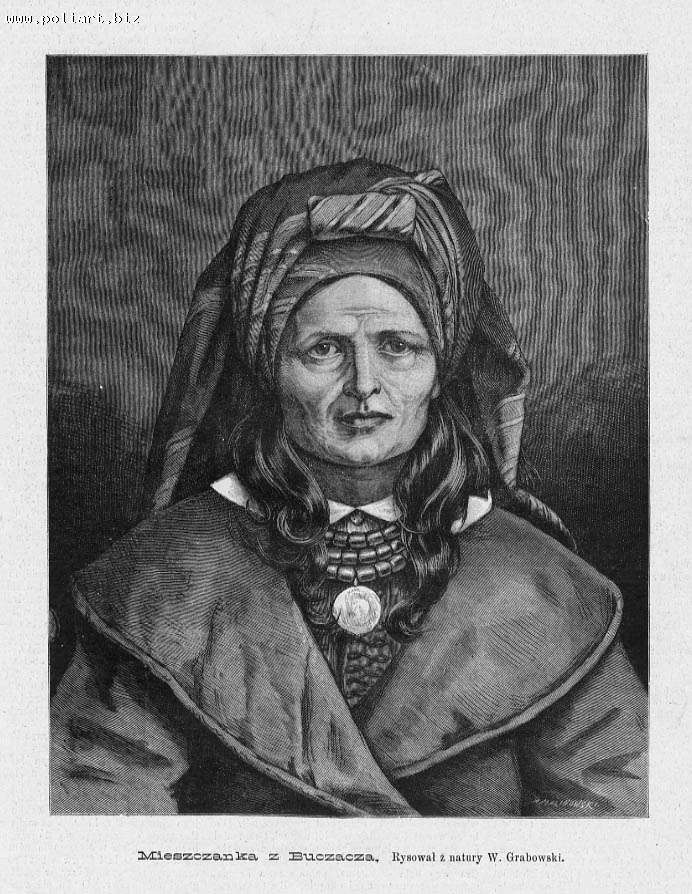
Міщанка з Бучача
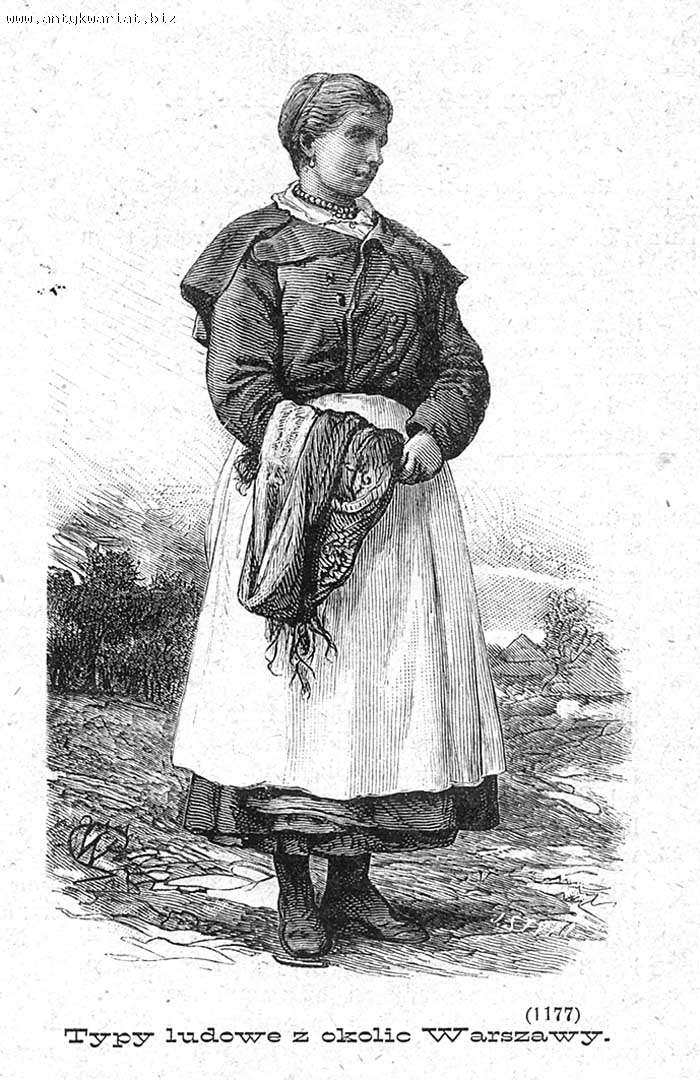
Народні типи з околиць Варшави
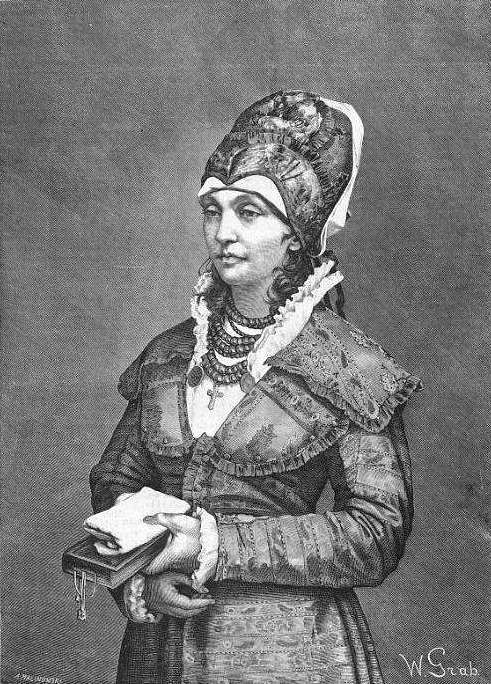
Новоприбула галицька міщанка
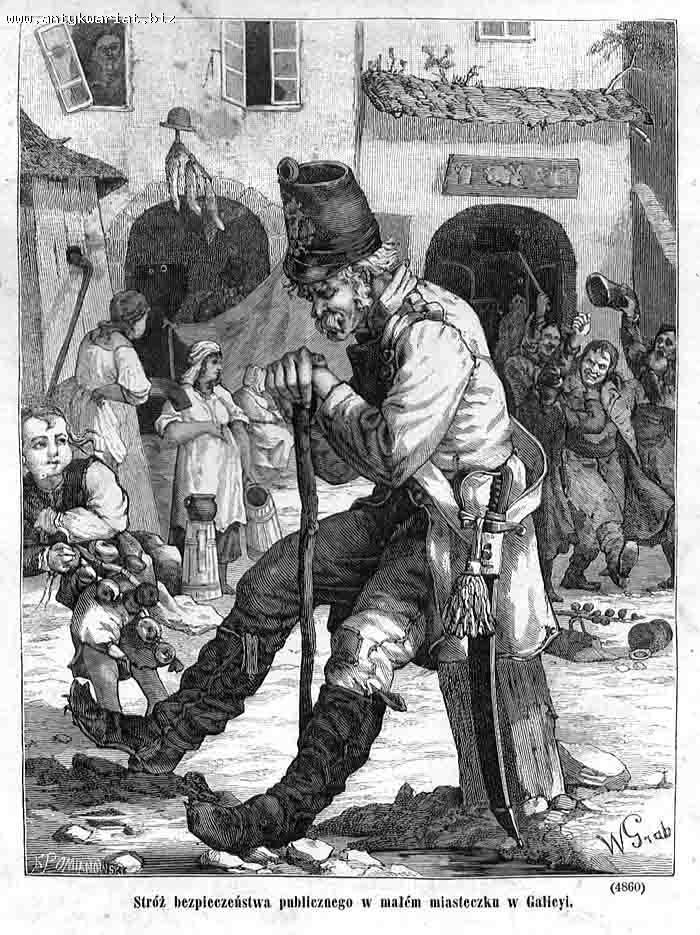
Охоронець порядку в малому місті Галичини
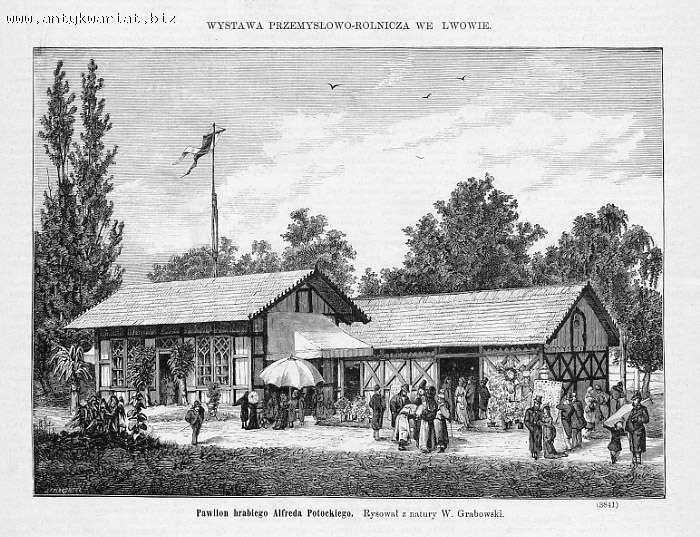
Павільйон графа Альфреда Потоцького
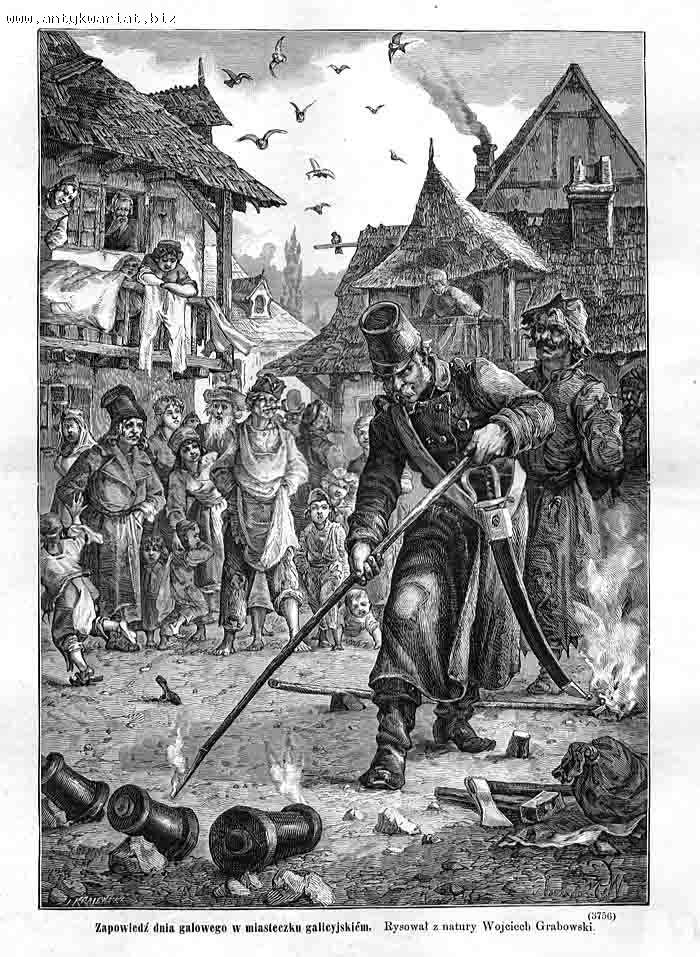
Проголошення святкового дня в галицькому місті
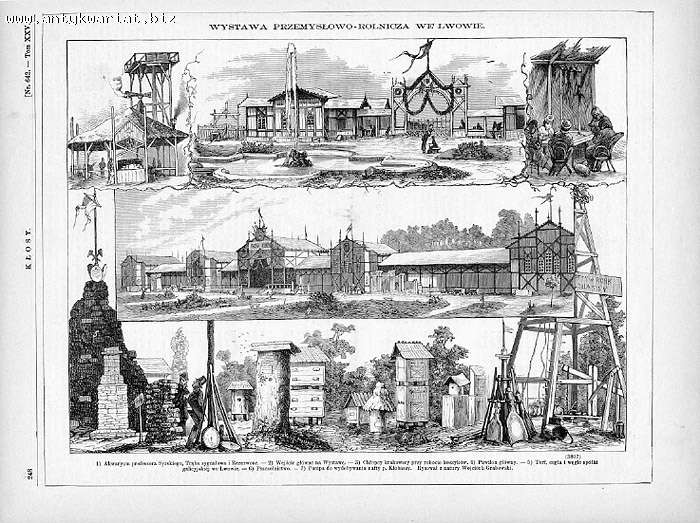
Промислово-рільнича виставка у Львові
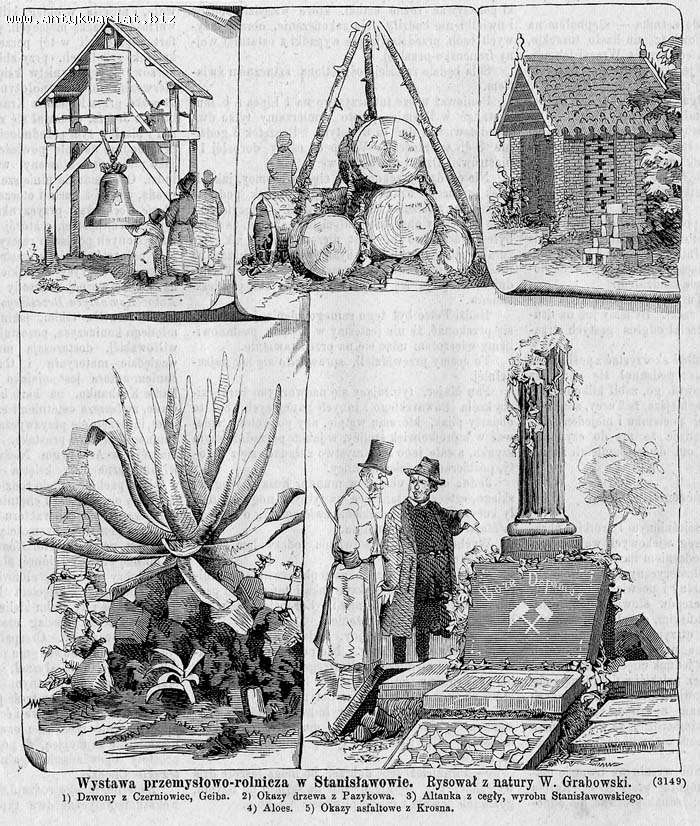
Промислово-рільнича виставка у Станиславові
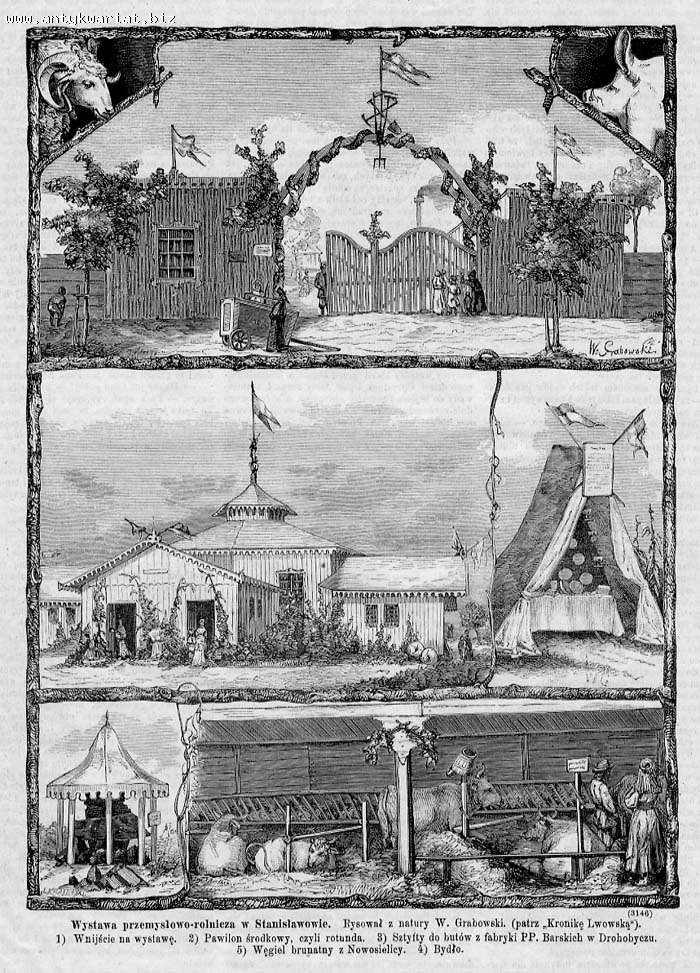
Промислово-рільнича виставка у Станиславові
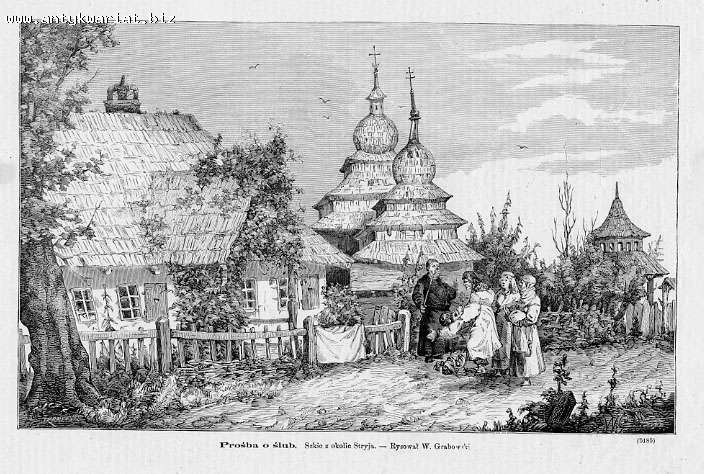
Сватання (ескіз з околиць Стрия)
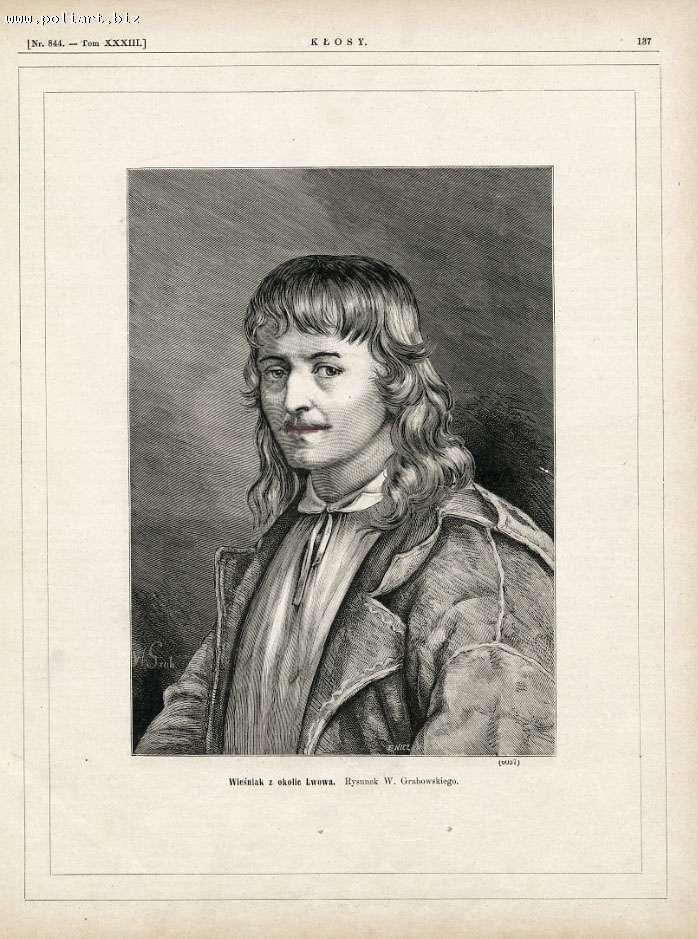
Селянин з околиць Львова
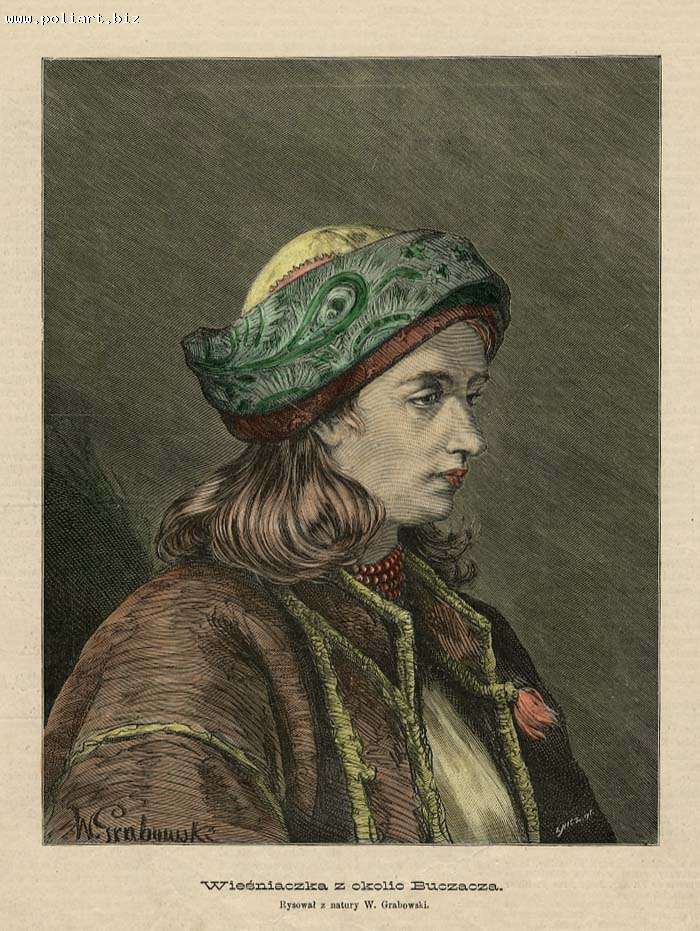
Селянка з околиць Бучача
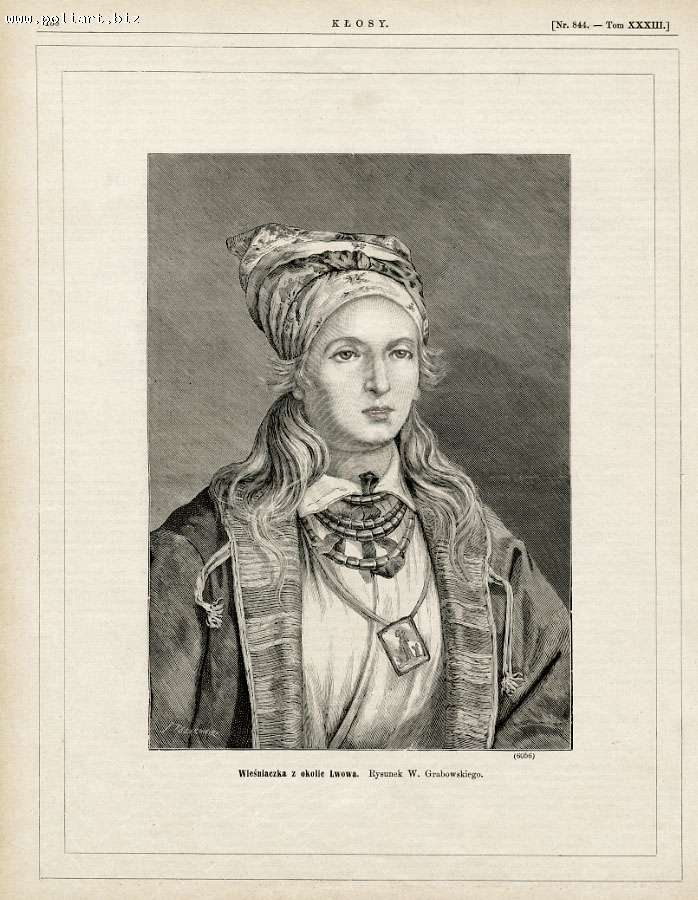
Селянка з околиць Львова
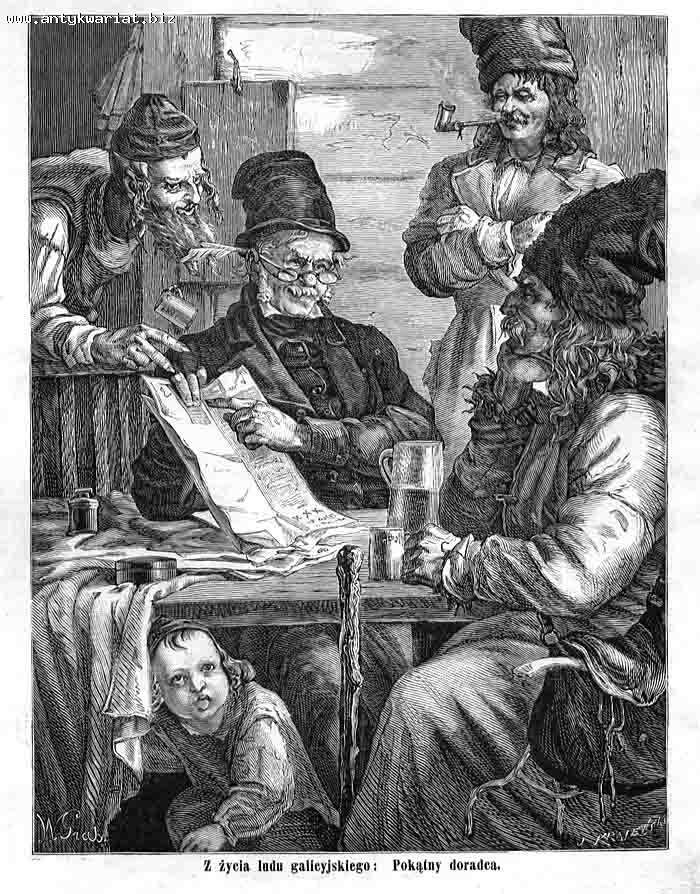
Таємний радник
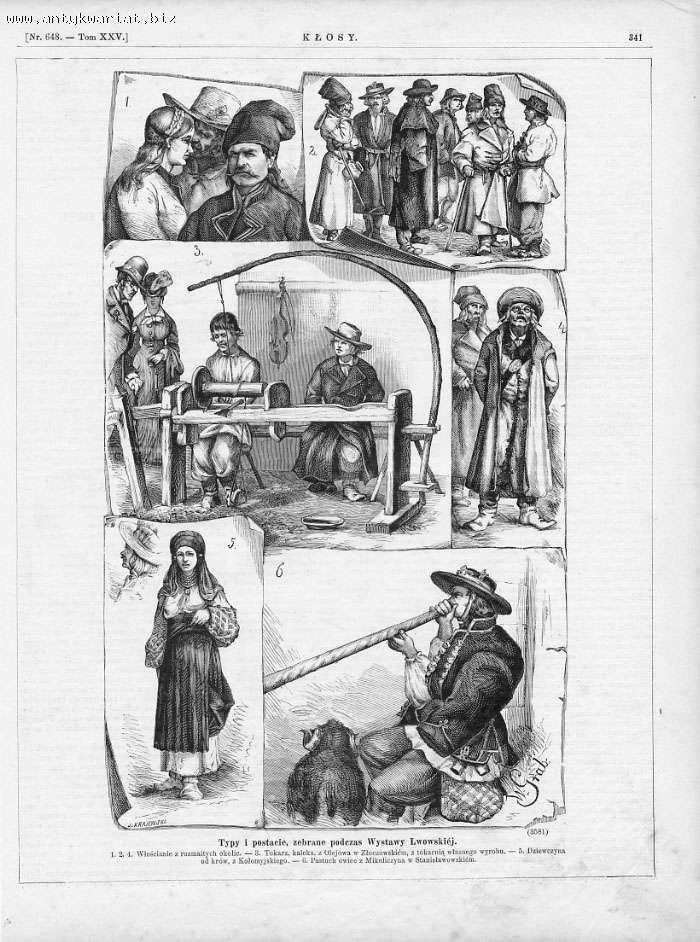
Типи та постаті Львівської Виставки
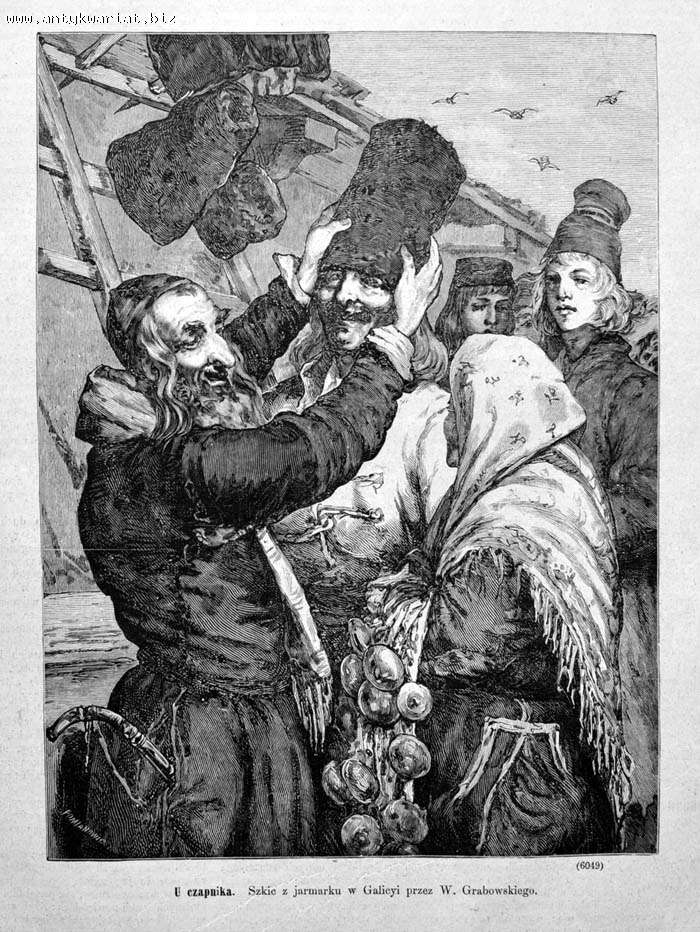
У кушніра (ескіз з ярмарку в Галичині)
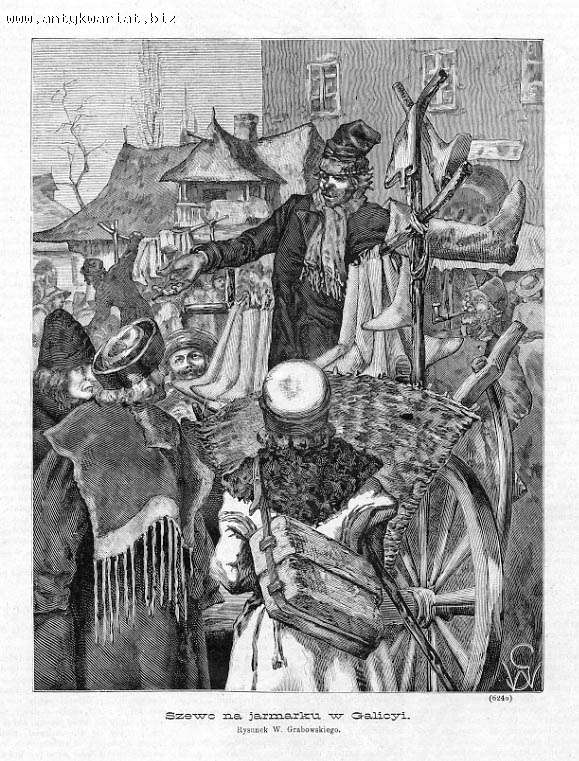
Швець на ярмарку в Галичині
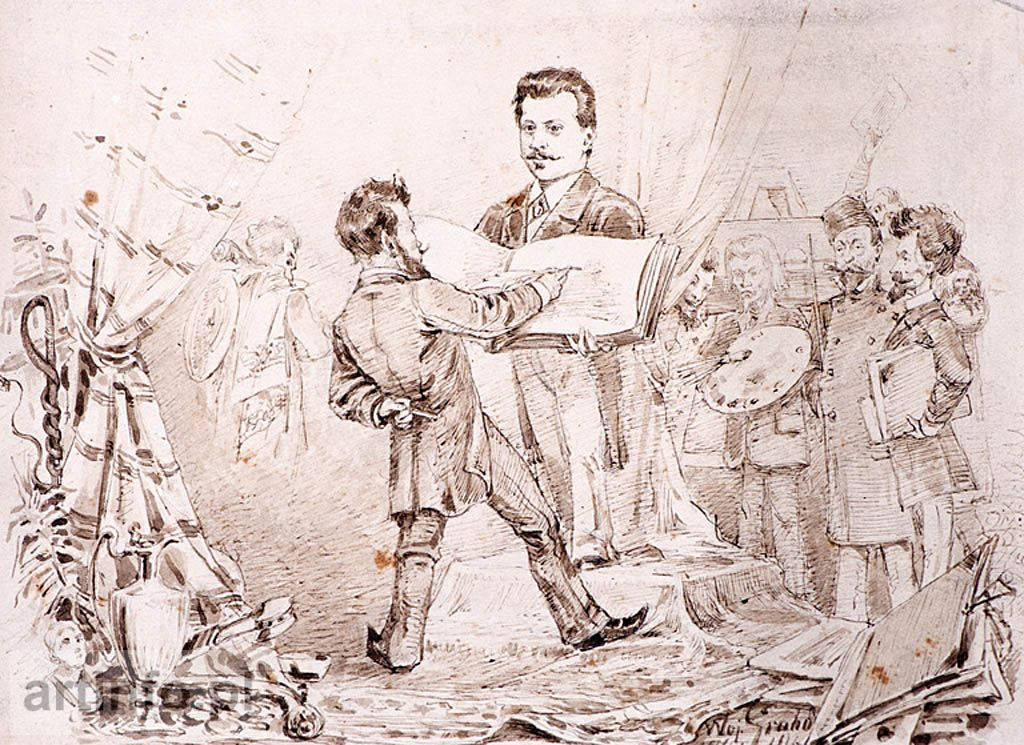
Художники в художньому ательє
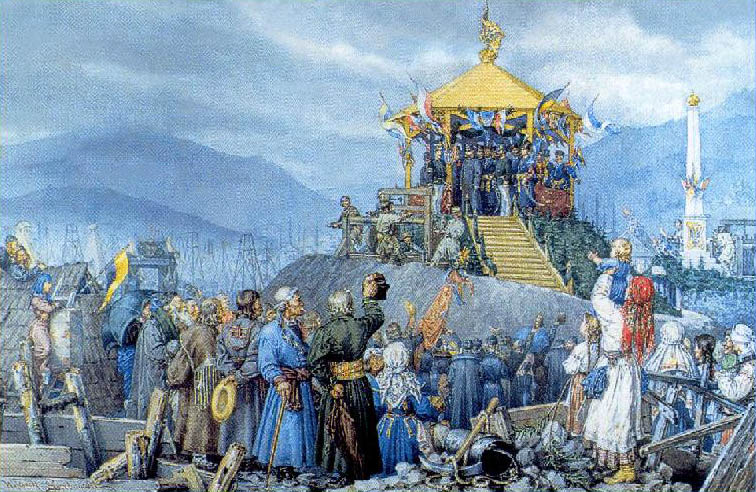
Візит імператора Франца Йосифа I до Борислава
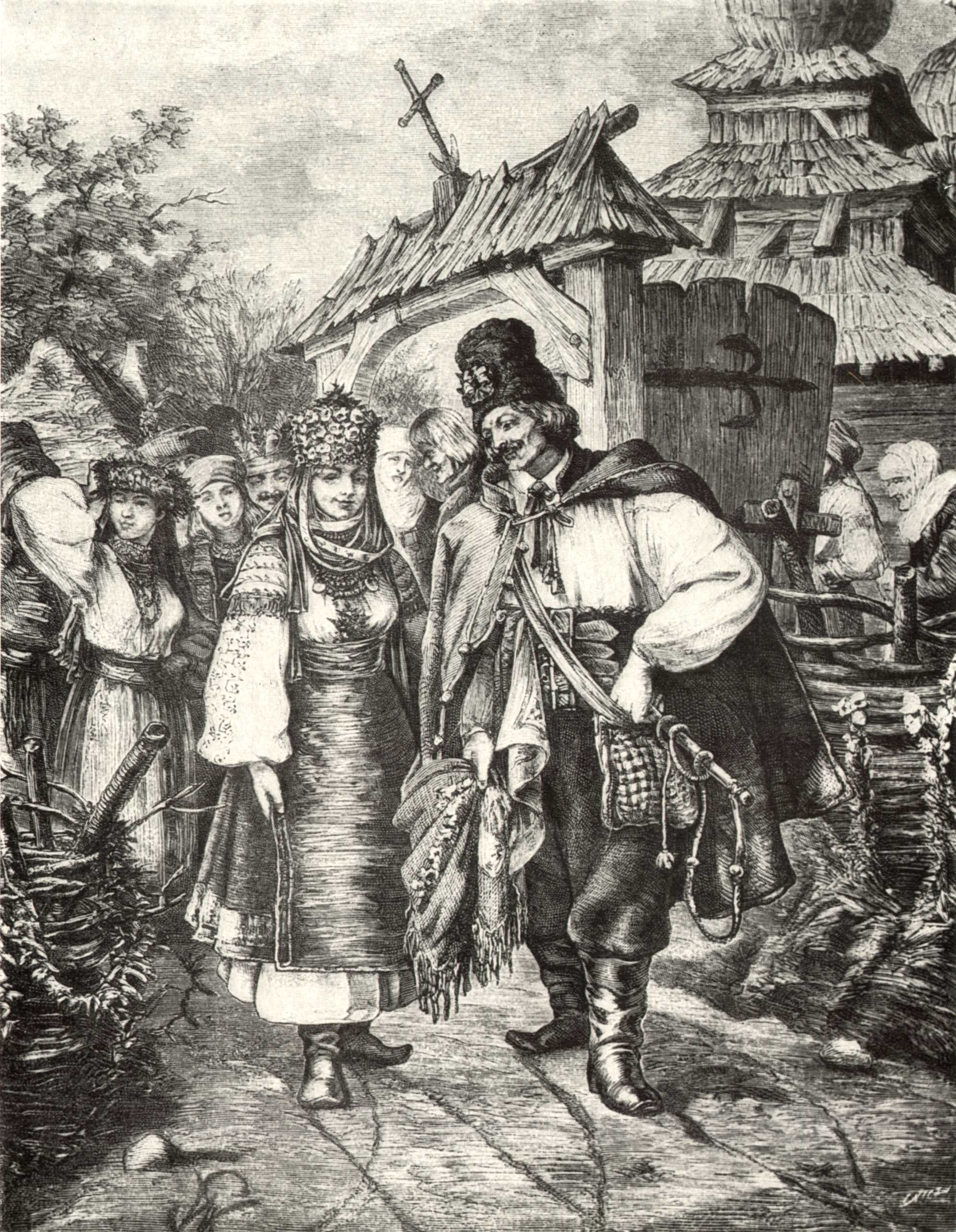
Молоді з Городенки
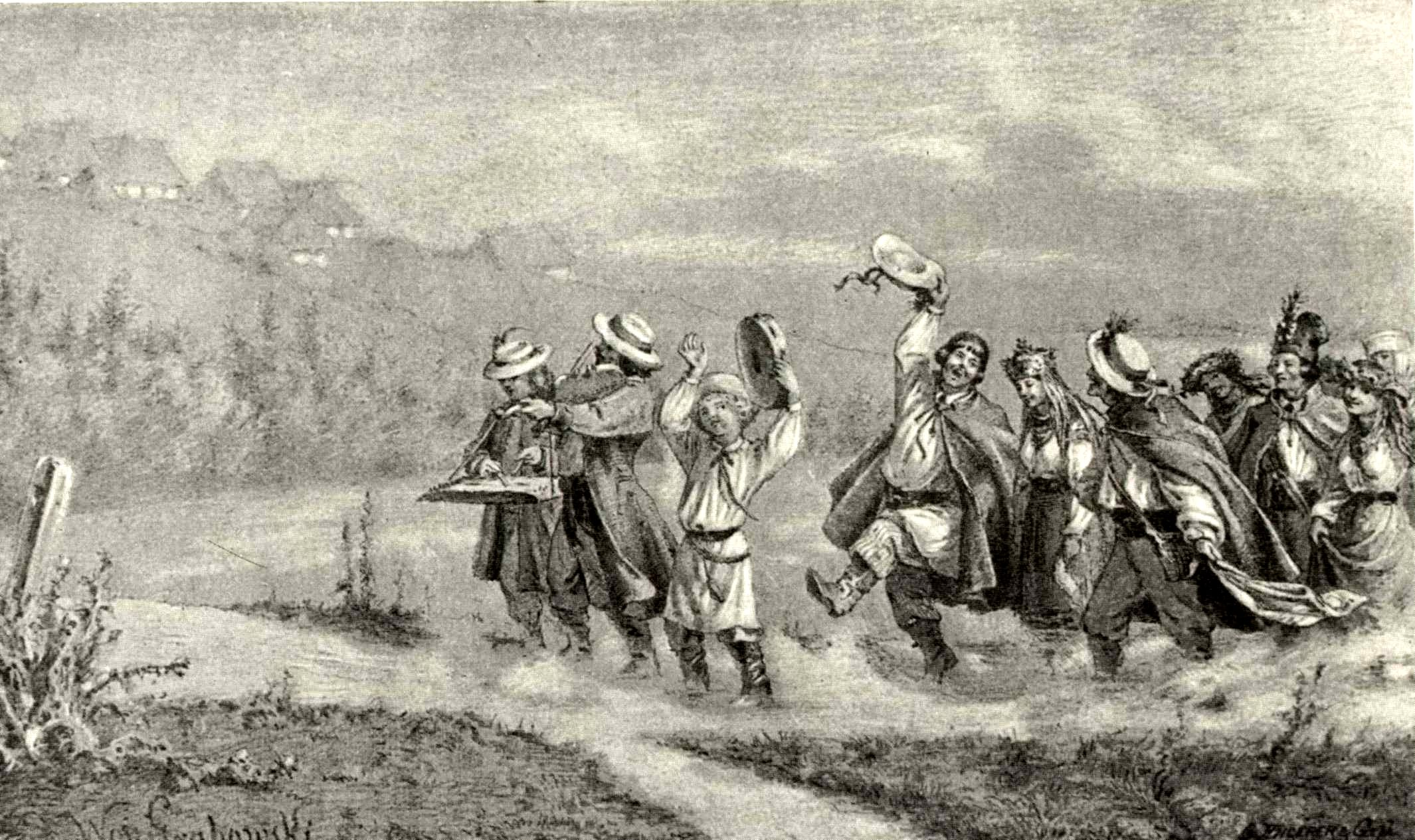
Весілля на Поділлі
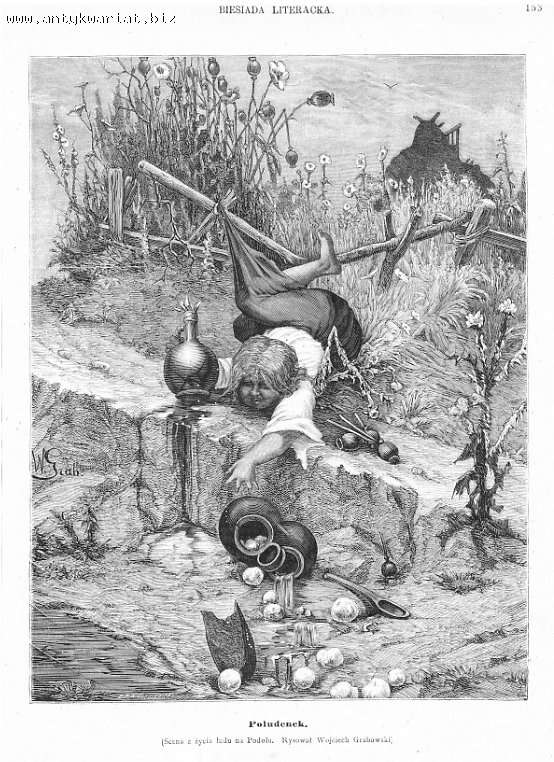
Опівдні